# Orsolya Vérten
Orsolya Vérten, née le 22 juillet 1982 à Budapest, est une handballeuse hongroise.

## Biographie
Lors des Jeux olympiques de 2008 à Pékin, la Hongrie se qualifie pour le dernier carré en battant la Roumanie. Lors de la demi-finale face à la Russie, la Hongrie s'incline sur le score de 20 à 22 avant de succomber face à la Corée du Sud pour la médaille de bronze sur le score de 28 à 33. À l'issue de ce tournoi, elle est nommée dans l'équipe type du tournoi, au poste d'ailière gauche.

## Palmarès

### Club
compétitions internationales
- Finaliste de la Ligue des champions (2) : 2009 et 2012
- Finaliste de la Coupe d'Europe des vainqueurs de coupe (1) : 2006
- Finaliste de la Coupe EHF (3) : 2002, 2004, 2005

compétitions nationales
- Championnat de Hongrie (NB I.) (8) : 2005, 2006, 2008, 2009, 2010, 2011, 2012 et 2015
- Coupe de Hongrie (8) : 2005, 2006, 2007, 2008, 2009, 2010, 2011, 2012

### Sélection nationale
Jeux olympiques
- 4e place aux Jeux olympiques de 2008 à Pékin,  Chine

Championnat d'Europe
- Médaille de bronze du Championnat d'Europe 2012,  Serbie

Championnat du monde
- Médaille de bronze du Championnat du monde 2005,  Russie

### Distinction personnelle
- Élue meilleure ailière gauche des Jeux olympiques de 2008[1]
- Handballeuse hongroise de l'année (2) : 2008, 2009